# 米耶
米耶（法語：Millay）是法国涅夫勒省的一个市镇，位于该省东部偏南，莫尔旺山区西侧，属于希农堡区。该市镇总面积37.55平方公里，2009年时的人口为437人。

## 人口
米耶人口变化图示